# Yosuke Matsumoto
Yosuke Matsumoto (松本 陽介 Matsumoto Yosuke?, nacido el 27 de marzo de 1990 en Shizuoka) es un exfutbolista japonés. Jugaba de defensa y su último club fue el Giravanz Kitakyushu de Japón.

## Trayectoria

### Clubes
| Club                | País  | Año  |
| ------------------- | ----- | ---- |
| Amitie SC           | Japón | 2012 |
| Giravanz Kitakyushu | Japón | 2013 |

## Estadística de carrera

### J. League
| Club                | Año   | J. League | J. League | Copa J. League | Copa J. League | Total | Total |
| Club                | Año   | Part.     | Goles     | Part.          | Goles          | Part. | Goles |
| ------------------- | ----- | --------- | --------- | -------------- | -------------- | ----- | ----- |
| Giravanz Kitakyushu | 2013  | 12        | 0         | -              | -              | 12    | 0     |
| Total               | Total | 12        | 0         | 0              | 0              | 12    | 0     |